# ABAYO
「ABAYO」（あばよ）は、初代・恵比寿マスカッツの9枚目のシングル。

## 概要
初代・恵比寿マスカッツのラストシングルである。ミュージック・ビデオは歴代の楽曲、番組『おねだりマスカットSP!」』で使用された衣装で撮影された。
初回限定盤は「ABAYO」のPVが収録されたDVD付き。

## 収録曲
1. ABAYO［4:20］
作詞：Macooi 作曲・編曲：Jam&Lice
チバテレビ『白黒アンジャッシュ』2013年3月度ED曲。
朝日放送『今ちゃんの「実は…」』2013年3月度ED曲。
2. アルバム［4:44］
作詞：Maccoi 作曲・編曲：Jam&Lice
3. ABAYO（オリジナルカラオケ）［4:19］
4. アルバム（オリジナルカラオケ）［4:41］